# Katha-Upanishad
Die Katha Upanishad (Devanagari: कठ उपनिषद्) (Kaṭhopaniṣad, auch Kāṭhaka) ist eine der mukhya („ersten“) Upanishaden, kommentiert von Shankara. Sie wird auch mit der Formulierung Der Tod als Lehrer betitelt. Es handelt sich um eine mittelgroße Upanishad. In der Muktika-Sammlung der 108 Upanishads wird sie an dritter Stelle aufgeführt. Sie besteht aus zwei Kapiteln (adhyāyas), jedes ist in drei Abschnitte (vallis) eingeteilt, die jeweils zwischen 15 und 29 Verse (ślokas)  beinhalten.
Der Name Katha- oder Kathaka-Upanishad leitet sich von einer vedischen Schule ab, die mit dem schwarzen Yayur-Veda verbunden ist.
Als Zeitraum für die Entstehung der Upanishad wird im Allgemeinen das vierte oder fünfte Jahrhundert vor Chr. angegeben. Da in ihr jedoch keine deutlichen Spuren des Buddhismus zu finden sind, ist auch eine frühere Datierung (bis 1000 vor Chr.) möglich.

## Bedeutung
Die Katha Upanishad gilt als die weltweit, älteste, explizit vom Yoga handelnde Upanishad. In ihr finden sich einige der fundamentalen Ideen, die jeder Yoga-Praxis zugrunde liegen. Sie sind in poetischer Form ausgedrückt. Dieses Werk eines anonymen Verfassers stellt so den Übergang zwischen der Esoterik der frühesten Upanishaden und dem vorklassischen Yoga dar.

## Form und Inhalt
Die Upanishad ist in Versform formuliert und setzt sich aus zwei verschiedenen Teilen zusammen.
Der erste Teil, der sich aus den Abschnitten (Valli) 1 bis 3 zusammensetzt, ist nach Ansicht des Indologen Paul Deussen der ältere Teil.
In Teil zwei, der aus den Abschnitten 4 bis 6 besteht, ist an verschiedenen Stellen – insgesamt zwölfmal – in Prosa der Ausruf etad vai tad eingefügt. Ähnlich dem Ausruf tat tvam asi (Das bist Du) in einem älteren Upanishad bekräftigt diese Formel feierlich die Einheit von Atman und Brahman. In den Anmerkungen zu dieser Upanishad schreibt Deussen:

„..., vielmehr liegt der Schlüssel in 5,14, woselbst das höchste Bewusstsein 'tat etad' als unbeschreibliche höchste Lust bezeichnet wird. Eine solche kann nur in dem Bewusstsein der Einheit der Seele mit Brahman bestehen, und somit werden wir auch die Formel etad vai tad zu interpretieren haben: 'wahrlich, dieses (wovon vorher gesprochen) ist jenes (Brahman)'.“

In Vers 14 im 5. Valli ist der Ausspruch ein Teil des Verses:

„'Dieses ist das!' - Dies Wort fühlt man

als unaussprechlich höchste Lust;

Doch wie kann man es wahrnehmen?

Glänzt oder widerglänzt es wohl?
Dort leuchtet nicht die Sonne, nicht Mond noch Sternenglanz,

Noch jene Blitze, geschweige irdisch Feuer,

Ihm, der allein glänzt, nachglänzt alles andere,

Die ganze Welt erglänzt von seinem Glanze.“

## Abschnitte

### Erste Valli
Das Upanishad entwickelt seine neuen Thesen, indem es mit einer alten Legende beginnt.
Es wählt die gleichen Worten wie Taitt. Br. 3.11,8, als wolle sie damit auf diese Stelle verweisen und die nun folgende Geschichte als bekannt voraussetzen und diese den Zuhörern nur noch einmal ins Gedächtnis rufen.
Der Weise Vajasravasa (bereits im Rig-Veda erwähnt) gibt seine „Opferlohnkühe“ beim Ritual des „Allhabeopfers“ an die Brahmanen als Gabe. Angesichts der mageren, ausgemolkenen, lendenlahmen Kühe, sorgt sich der Sohn Nachiketas um das Heil des Vaters und bietet sich selbst als angemessenere Gabe an. Das erbost den Vater und er schickt den Sohn zum Haus von Yama, dem Gott des Todes. Weil der Herr außer Haus ist, muss der Sohn drei Tage warten. Er tut dies mit Geduld. Als Lohn für sein Verhalten, gewährt ihm Yama drei Wünsche. Der erste Wunsch, wieder lebend zu seinem Vater zurückzudürfen, wird dem Jungen erfüllt. Auch der zweite Wunsch, zu erfahren, wie das Opferfeuer geschichtet und welche Mantren gesprochen werden sollen, um (zeitweilig) den Himmel zu erreichen, wird Naciketa erfüllt. Den dritten Wunsch des Jungen, zu erfahren, was mit dem Innersten des Menschen nach dem Tode geschieht, will Yama zunächst nicht beantworten. Er bietet dem Jungen stattdessen die Erfüllung anderer Wünsche an:
Vers 1.23
Wähl hundertjährige Kinder dir und Enkel,

Viel Herden, Elefanten, Gold und Rosse,

Erwähle großen Grundbesitz an Land dir,

Und lebe selbst soviel du willst der Herbste.
Doch der Junge bleibt entschlossen seinem Vorsatz treu und der letzte Vers des Abschnittes lautet:
Vers 1.29
Worüber jener Zweifel herrscht hienieden,

Was bei dem großen Hingang wird, das sag uns;

Der Wunsch, der forschend dringt in dies Geheimnis,

Den wählt, und keinen anderen, Naciketas.

### Zweite Valli
Die in der Katha-Uanishad dargelegte Lehre heißt adhyamta-Yoga, Yoga des tiefen Selbst.
Vers 2.20
Des Kleinen Kleinstes und des Großen Größtes

Wohnt er als Selbst hier dem Geschöpf im Herzen;

Frei von Verlangen schaut man, fern von Kummer,

Gestillten Sinnendrangs des Atman Herrlichkeit.
Den Abschluss der Betrachtungen bildet wieder die Frage nach den Bedingungen der Erkenntnis des Atman.
Vers 2.23
Nicht durch Belehrung wird erlangt der Atman,

Nicht durch Verstand und viele Schriftgelehrtheit;

Nur den er wählt; von dem wird er begriffen:

Ihm macht der Atman offenbar sein Wesen.

### Dritte Valli
In einem Gleichnis wird der psychische Organismus beschrieben, wie es der Rishi sieht.
Vers 3.3:
Ein Wagenfahrer ist, wisse

Der Atman, Wagen ist der Leib,

Den Wagen lenkend ist Buddhi

Manas, wisse der Zügel ist.
Höher als der Atman steht das Unmanifestierte (Avyaktam) und über diesem der Purusha, der in allen Wesen als Atman unsichtbar weilt. Zum Schluss werden die Schüler aufgefordert, diesen von den Weisen gewiesenen Weg zu gehen.
Vers 3.14:
Steht auf! Wacht auf! erlangt haben

Treffliche Lehrer, merkt auf sie,

Wie schwer zu gehen auf scharfer Messerschneide ist,

Schwer ist der Weg! Den lehren euch die Weisen.

### Vierte Valli
Der Weise betont, dass der Atman der alleinige Träger der Realität, sowohl im Wachen wie im Träumen ist.
Vers. 4.3
Durch den man sieht, schmeckt, riecht, hört

und Berührung gegenseitig fühlt,

Durch ihn allein erkennt einer,-

Was fragt ihr nach dem übrigen

 Wahrlich dieses ist das!

### Fünfte Valli
Der Autor verkündet, dass der Atman der wahre Lebensspender ist und in schönen Gleichnissen spricht er davon, dass dieser in die Wesen eingeht und doch außerhalb von ihnen steht.
Vers 5.5
Nicht durch Aushauch und durch Einhauch

Hat sein Leben ein Sterblicher:

Ein anderer macht ihn leben,

Auf dem beruhen jene zwei.
Vers 5.9
Das Licht, als eines eindringt in den Weltraum

Und schmiegt sich dennoch jeglicher Gestalt an;

So wohnt das eine innre Selbst der Wesen

Geschmiegt in jeder Form, und bleibt doch draußen.

### Sechste Valli
In diesem Abschnitt legt der Autor in mehreren Versen dar, wie der Weg sein muss, um Atman/Brahman zu erkennen. Er nennt diesen psychologischen Prozess Yoga.
Verse 6.7-6.11
Höher als Sinne steht Manas,

Höher als Manas Sattvam steht,

Höher als dies das >große Selbst<,

über diesem Avyaktam steht.

Dies überragt der Purusha,

alldurchdringend und merkmallos,

Wer ihn erkannt, erlöst wird er

geht ein zur Unsterblichkeit.

Nicht ist zu schauen die Gestalt derselben,

Nicht sieht ihn irgendwer mit seinem Auge;

Nur wer an Herz und Sinn und Geist bereitet,-

Unsterblich werden, die ihn also kennen.

Erst wenn gelangt zum Stillstande

Mit den fünf Sinnen Manas ist,

Und unbeweglich steht Buddhi,

Das nennen sie den höchsten Gang.

Das ist es, was man nennt Yoga,

Der Sinne starke Fesselung,

Doch ist man nicht dabei lässig:

Yoga ist Schöpfung und Vergang.